# Acapulco akciócsoport
Az Acapulco akciócsoport (eredeti cím: Acapulco H.E.A.T.) című akció-tévéfilmsorozat 1993–1994, majd 1998–1999 között futott az USA-ban. A sorozat 8 fiatalról (5 fiú, 3 lány) szól, akik egy titkos, terrorelhárító szervezetet, az Acapulco akciócsoportot alkotják. Magyarországon először az MTV2 mutatta be 1996. április 14-én, később az RTL Klub is műsorra tűzte 1998. augusztus 17-én.

## Történet
A sorozat kezdetén Hunter Coddington (Catherine Oxenberg) a brit titkosszolgálat volt operatív munkatársa, és Mike Savage (Brendan Kelly) volt CIA ügynök vezeti az akciócsoportot.
A csoport a karibi világban fürdőruhadivat cégnek álcázva végzi a tevékenységét.
Főhadiszállásuk a mexikói Puerto Vallartában található. A csoport az akkori technológia szerint bármilyen adatbázisba képes volt betekinteni, így hatékonyan tudtak információt szerezni a terroristákról.

## Szereplők
| Szereplő                                                              | Színész           | Magyar hang          |
| --------------------------------------------------------------------- | ----------------- | -------------------- |
| Ashley Hunter Coddington, az MI 6 volt ügynöke                        | Cathrine Oxenberg | Tóth Enikő           |
| Mike Savage, a CIA volt ügynöke                                       | Brendan Kelly     | Szabó Sipos Barnabás |
| Cathrine "Cat" Avery Pascal, modell, extolvaj, a beépülés nagymestere | Alison Armitage   | Balázs Ágnes         |
| Brett Richardson, volt elitkommandós, a fegyverek szakértője          | Spencer Rochfort  | Kautzky Armand       |
| Krissy Valentine                                                      | Holly Floria      | Orosz Helga          |
| Tommy Chase, a távol keleti harcművészetek szakértője                 | Michael Worth     | Rékasi Károly        |
| Marcos                                                                | Randy Vasquez     | Lux Ádám             |
| Arthur Small                                                          | Graham Heywood    | Varga T. József      |
| Claudio                                                               | Fabio Lanzoni     | Selmeczi Roland      |
| Mr. Smith                                                             | John Vernon       | Kristóf Tibor        |
| Joanna Barnes                                                         | Christa Sauls     |                      |
| Nicole Carr                                                           | Lydie Denier      |                      |

## Epizódok
A sorozat első évadja (1993–94) 22 epizódból állt, az évtízed vége fele (1998–99) elkészítették a 2. évadját, amely 26 epizódból állt. A sorozatból így összesen 48 epizód készült.